# یوال‌ای‌اس جی۰۰۳۴۰۲٫۷۷−۰۰۵۲۰۶٫۷
یو‌ال‌ای‌اس جی۰۰۳۴۰۲.۷۷−۰۰۵۲۰۶.۷ یک ستاره است که در صورت فلکی نهنگ قرار دارد.